# Carl Otto
Carl Otto, född 20 maj 1795 på Sankt Thomas, död 24 april 1879 i Köpenhamn, var en dansk läkare.
Otto avlade 1818 medicinsk examen 1818 och disputerade för den medicinska doktorsgraden 1819. Han blev extraordinarie professor 1832, ordinarie professor i farmakologi och rättsmedicin 1840 och erhöll avsked 1862. Han skrev utomordentligt mycket, dels läroböcker i de ämnen, i vilka han undervisade, dels i tidskrifter. Han redigerade flera tidskrifter, däribland "Bibliotek for Læger" (1828–1846). Han var en ivrig frenolog och frimurare, men han klarade inte att följa tidens vetenskapliga utveckling, och tvingades ta avsked som professor på grund av de studerandes missnöje med honom. Trots han under lång tid hade en framträdande roll, efterlämnade han inte något arbete av bestående värde.